# The Jazz Soul of Little Stevie
Albums de Stevie Wonder
Tribute to Uncle Ray
(1962)
The Jazz Soul of Little Stevie est le premier album studio de Stevie Wonder, sorti en 1962 chez Tamla. Stevie Wonder (crédité Little Stevie Wonder) est âgé de seulement douze ans lorsqu'il enregistre son tout premier disque, avec le titre Fingertips qui connaîtra un beau succès.

## Titres
| 1.    | Fingertips         | Paul Cosby  | 3:00 |
| 2.    | The Square         | Paul Glenn  | 3:03 |
| 3.    | Soul Bongo         | Paul Gaye   | 2:20 |
| 4.    | Manhattan at Six   | Paul Cosby  | 3:47 |
| 5.    | Paulsby            | Paul Cosby  | 2:47 |
| 6.    | Some Other Time    | Paul Cosby  | 5:11 |
| 7.    | Wondering          | Paul Wonder | 2:51 |
| 8.    | Session Number 112 | Paul Wonder | 3:18 |
| 9.    | Bam                | Gordy       | 3:34 |
| 29:23 |                    |             |      |